# Nicolás Medina Ríos
Nicolás Esteban Medina Ríos (Santiago del Cile, 28 marzo 1987) è un ex calciatore cileno, di ruolo attaccante.